# Serrat del Curt
|  | No s'ha de confondre amb Serrat Curt. |

El Serrat del Curt és una serra situada al municipi d'Oristà a la comarca del Lluçanès, amb una elevació màxima de 557 metres.